# Roberto Alajmo
Roberto Alajmo (* 20. Dezember 1959 in Palermo) ist ein italienischer Schriftsteller.

## Leben
Alajmo lebt in seiner Geburtsstadt Palermo und arbeitet als Redakteur für den Fernsehsender RAI. Er schreibt Artikel für die sizilianischen Zeitungen
La Repubblica Palermo und Giornale di Sicilia.
Er war als Dozent für Journalismus an der Universität Palermo tätig.

## Wirken
Alajmo verfasst auch Erzählungen, Romane und Theaterstücke, für die er mehrmals mit italienischen Literaturpreisen ausgezeichnet wurde, u. a. 2003 mit dem Premio Campiello für seinen Roman Cuore di madre und 2005 mit dem Premio Vittorini für den Roman È stato il figlio.
Er schrieb das Libretto zu der von Giovanni Sollima komponierten Oper Ellis Island.
Seine Werke erscheinen in englischer, französischer, spanischer und deutscher Übersetzung.
In deutscher Sprache erschienen der Essayband Palermo sehen und sterben (Palermo è una cipolla) (dt. 2007) sowie die Romane Mammaherz (Cuore di madre) (2008) und Es war der Sohn (È stato il figlio) (2011).

## Publikationen (Auswahl)
- Cuore di madre. Mondadori, Milano 2003, ISBN 88-04-51208-3.
  - Mammaherz. Aus dem Italienischen von Kurt Lanthaler. Haymon, Innsbruck / Wien 2007, ISBN 978-3-85218-570-5.
- È stato il figlio. Mondadori, Milano 2005, ISBN 880-4-53810-4.
  - Es war der Sohn. SAGA Egmont, Kopenhagen 2023, ISBN 978-87-28-29266-2.
- La mossa del matto affogato. Mondadori, Milano 2008, ISBN 880-4-56854-2.
- Palermo è una cipolla. Laterza, Rom 2005, ISBN 978-88-420-7436-6.
  - Palermo sehen und sterben. Carl Hanser Verlag, München 2007, ISBN 978-3-446-20848-3.[2]
- Palermo. Haus Publishing, London 2009, ISBN 978-1-909961-50-0.
  - Palermo ist eine Zwiebel. Klaus Wagenbach Verlag, Berlin 2021, ISBN 978-3-8031-2838-6.[3]